# American Bantam

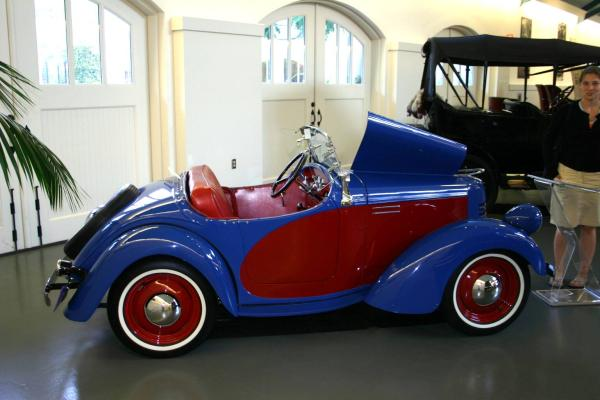
American Bantam (1939)

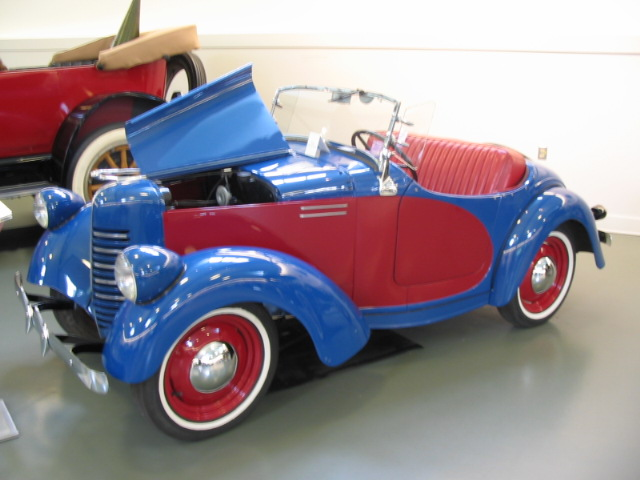
American Bantam (1939)

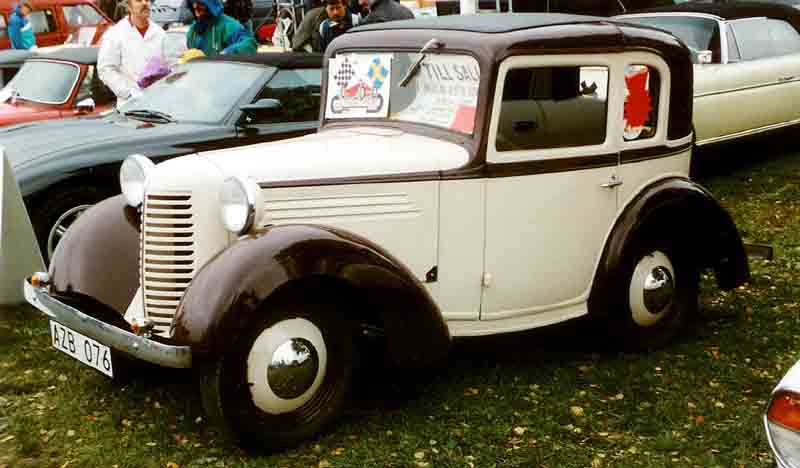
American Bantam Modell 60 Coupé (1938)

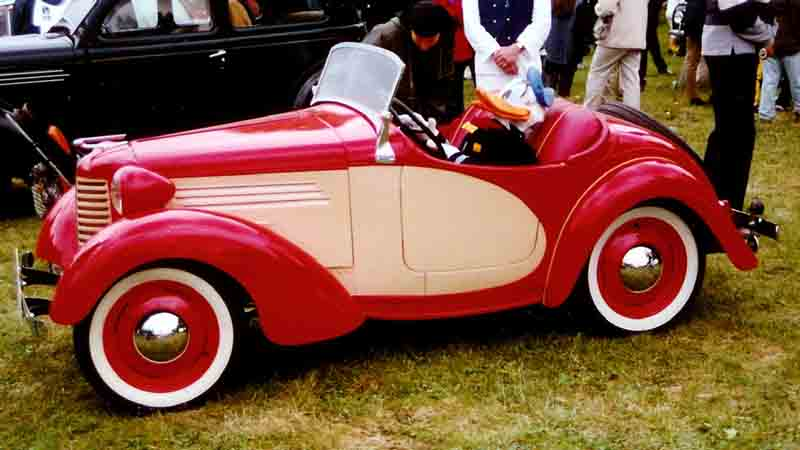
American Bantam Modell 60 Roadster (1938)

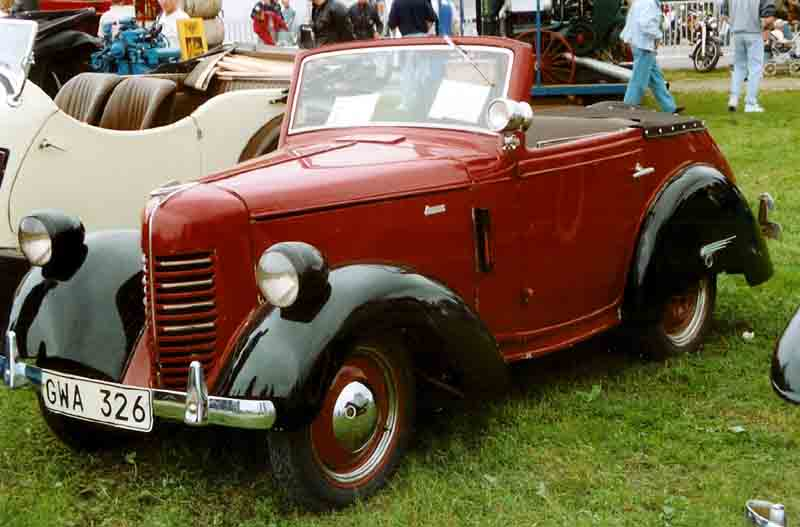
American Bantam Modell 60 Cabriolet (1939)

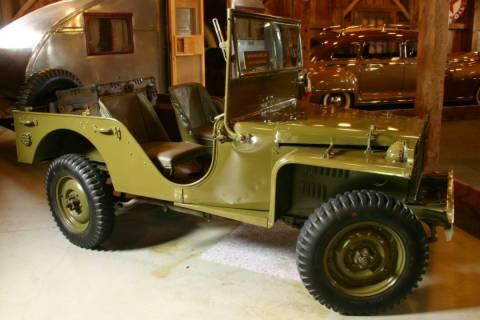
Prototyp des American Bantam Jeep (1941)

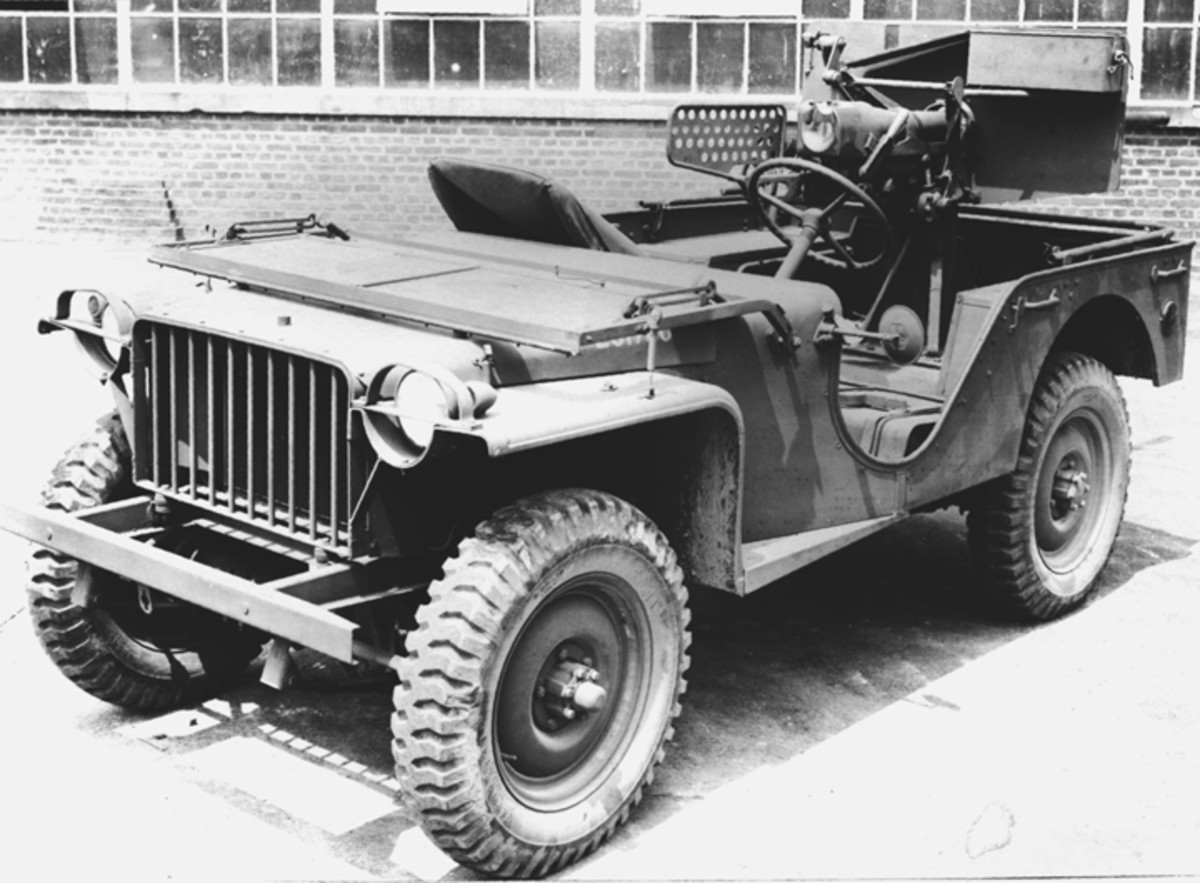
Bantam BRC-40 mit 37mm-Antitank Gun Prototyp

Die American Bantam Car Company war ein US-amerikanischer Kleinwagenhersteller, der von 1937 bis 1941 in Butler (Pennsylvania) fertigte.
Vorgänger war die American Austin Car Company, die mit der britischen Austin Motor Company verbunden war. Sie wurde 1929 gegründet und stellte von 1930 bis 1934 den Austin 7 für den US-amerikanischen Markt her. Dann musste sie Konkurs anmelden und wurde im Folgejahr als American Bantam neu gegründet. Von 1937 bis 1941 stellte man Autos her und entwarf auch den ersten Prototyp des Jeeps.

## American Austin Car Company
Die American Austin Car Company wurde 1929 in Butler (Pennsylvania) gegründet, um die US-Version des Austin 7, der American Austin genannt wurde, zu montieren. Die Wagen hatten 1905 mm Radstand und ihre Vierzylinder-Reihenmotoren leisteten 15 bhp (11 kW). Die Wagen ohne weitere Modellbezeichnung entstanden zunächst als Roadster, Coupés und Deluxe Coupés. Ab 1932 kamen ein Runabout, ein Cabriolet und ein Businesscoupé dazu. Nach einigen anfänglichen Verkaufserfolgen setzte die Weltwirtschaftskrise ein. Die Verkaufszahlen fielen so drastisch, dass schließlich die Produktion eingestellt werden musste. Nach der Herstellung von etwa 20.000 Autos musste die Gesellschaft 1934 Konkurs anmelden.

## American Bantam
1935 kaufte Roy Evans, ein früherer Vertreter für Austin-Modelle, die bankrotte Firma auf und stellte sie unter dem Namen American Bantam auf die Beine. „Bantam“ ist ein besonders klein gezüchtetes Hühnchen, und so ist es wahrscheinlich, dass sich der Name auf die Größe der dort hergestellten Autos bezog. Alle Beziehungen zur britischen Firma Austin wurden abgebrochen. Die Konstruktion der American Austin wurde überarbeitet; ein modifizierter Motor (mit 19 bhp = 14 kW Leistung) wurde eingesetzt und die äußere Hülle von Alexis de Sakhnoffski neu entworfen. 1937 nahm man die Fertigung mit dem Modell 60 wieder auf und führte sie bis 1939 fort. 1940 kam das stärkere Modell 65 auf den Markt, dessen Motor nun 22 bhp (16 kW) abgab. Obwohl eine Vielzahl von unterschiedlichen Aufbauten gefertigt wurde (Standardcoupé, Master Coupé, Master Roadster, Coupé-Cabriolet, Limousinen-Cabriolet und Kombi) wurden insgesamt nur 6000 Bantams gefertigt. Das Modell 60 von 1938 wurde als Vorlage für Donald Ducks Auto bekannt.

### Der Jeep
American Bantam entwarf und baute auch den ersten Jeep. Dem Prototyp – geliefert im September 1940 – folgten 69 modifizierte Fahrzeuge BRC-60. Einige davon hatten Vierradlenkung. Ab dem Frühjahr 1941 folgten 1500, wiederum modifizierte, BRC-40 (Bantam Reconnaissance Car). Die meisten dieser Jeeps wurden an Alliierte (Großbritannien, UdSSR) geliefert. Einige Motoren und Fahrgestelle der Bantam-Zivilfahrzeuge wurden von der Austin Motor Company in Großbritannien eingeführt. Die Karosserien wurden in den von American Austin übernommenen Werken in Detroit (Michigan) und Butler (Pennsylvania) hergestellt. Die Aufträge für die Massenfertigung des Jeep gingen an Willys und Ford. Schon seit der Zeit des Wettbewerbs wurde die Ansicht kolportiert, Bantam habe keine ausreichenden Kapazitäten, um die vom US-Kriegsministerium geforderten Stückzahlen zu liefern. Genaue Nachweise für diese Ansicht gibt es nicht. Ehemalige Bantam-Beschäftigte widersprechen dem und legen aufgrund ihrer Erfahrungen mit dem Bau von ca. 2500 BRC-40 nahe, dass Bantam zu diesen Lieferungen in der Lage gewesen wäre. Der einzige wirklich große Hersteller unter den drei Bewerbern war Ford. Anscheinend aufgrund der Kapazitäts- und Finanzprobleme von Bantam wurde entschieden, den Auftrag für die Massenproduktion an Willys-Overland zu vergeben. Wenig später wurde Ford dafür gewonnen, den Wagen von Willys in Lizenz zu bauen, was mit geringen Unterschieden auch so erfolgte. Bantam baute nach dem BRC-40 keine Autos mehr, sondern den Jeep-Anhänger T-3.